# Анна Раст
Анна Раст (англ. Anna Rust) — британська акторка, народжена в Празі.

## Фільмографія
| Рік  |    | Українська назва          | Оригінальна назва         | Роль             |
| ---- | -- | ------------------------- | ------------------------- | ---------------- |
| 2002 | ф  |                           | Doctor Zhivago            | Катя             |
| 2005 | ф  | Брати Грімм               | The Brothers Grimm        | сестра           |
| 2017 | вг | Star Wars: Battlefront II | Star Wars: Battlefront II | голос            |
| 2018 | ф  | Офелія                    | Ophelia                   | молода Мехтільда |
| 2019 | с  | Карнавальний ряд          | Carnival Row              | Флері            |